# Verbena carolina
Verbena carolina — вид рослин родини Вербенові (Verbenaceae), поширений у Аризоні, Мексиці, Сальвадорі, Гватемалі, Гондурасі, Нікарагуа.

## Поширення
Поширений у Аризоні (США), Мексиці, Сальвадорі, Гватемалі, Гондурасі, Нікарагуа.